# Parastrangalis
Parastrangalis är ett släkte av skalbaggar. Parastrangalis ingår i familjen långhorningar.

## Dottertaxa tillParastrangalis, i alfabetisk ordning[1]
- Parastrangalis ambigua
- Parastrangalis andrei
- Parastrangalis ascita
- Parastrangalis aurigena
- Parastrangalis bisbidentata
- Parastrangalis communis
- Parastrangalis congesta
- Parastrangalis consortaria
- Parastrangalis crebrepunctata
- Parastrangalis dalihodi
- Parastrangalis diffluata
- Parastrangalis distinguenda
- Parastrangalis emotoi
- Parastrangalis eucera
- Parastrangalis houhensis
- Parastrangalis impressa
- Parastrangalis inarmata
- Parastrangalis insignis
- Parastrangalis interruptevittata
- Parastrangalis ishigakiensis
- Parastrangalis jaroslavi
- Parastrangalis joanivivesi
- Parastrangalis lateristriata
- Parastrangalis lesnei
- Parastrangalis lineigera
- Parastrangalis lineigeroides
- Parastrangalis madarici
- Parastrangalis meridionalis
- Parastrangalis mitonoi
- Parastrangalis munda
- Parastrangalis nakamurai
- Parastrangalis negligens
- Parastrangalis nymphula
- Parastrangalis oberthuri
- Parastrangalis palleago
- Parastrangalis pallescens
- Parastrangalis palpalis
- Parastrangalis phantoma
- Parastrangalis platyfasciata
- Parastrangalis potanini
- Parastrangalis protensa
- Parastrangalis puliensis
- Parastrangalis sculptilis
- Parastrangalis shaowuensis
- Parastrangalis shikokensis
- Parastrangalis subapicalis
- Parastrangalis testaceicornis
- Parastrangalis tristicula
- Parastrangalis vicinula